# 小笠郡

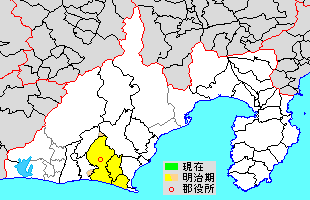
静岡県小笠郡の範囲（薄黄：後に他郡に編入された区域）

小笠郡（おがさぐん）は、静岡県にあった郡。

## 郡域
1896年（明治29年）に行政区画として発足した当時の郡域は、現在の行政区画では概ね以下の区域に相当する。
- 掛川市、菊川市の全域
- 御前崎市の大部分（白羽・御前崎・港を除く）
- 袋井市の一部（岡崎・山崎）
- 周智郡森町の一部（嵯塚）

## 歴史
- 1896年（明治29年）

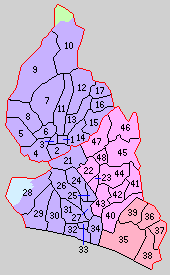
1.掛川町・西南郷村 2.南郷村 3.大池村 4.曽我村 5.和田岡村 6.垂木村 7.雨桜村 8.原谷村 9.原田村 10.原泉村 11.西郷村 12.倉真村 13.粟本村 14.西山口村 15.東山口村 16.日坂村 17.東山村 21.上内田村 22.中内田村 23.下内田村 24.佐束村 25.岩滑村 26.土方村 27.中村 28.笠原村 29.大須賀村 30.大淵村 31.大坂村 32.三浜村 33.三俣村 34.千浜村 35.池新田村 36.朝比奈村 37.比木村 38.佐倉村 39.新野村 40.南山村 41.川野村 42.相草村 43.平田村 44.横地村 45.六郷村 46.河城村 47.西方村 48.加茂村（紫：掛川市 桃：菊川市 赤：御前崎市 水色：袋井市 緑：周智郡森町）

  - 4月1日 - 郡制の施行のため、佐野郡・城東郡の区域をもって発足。郡役所が掛川町に設置。（1町45村）
    - 旧・佐野郡 - 掛川町・西南郷村・南郷村・大池村・曽我村・和田岡村・垂木村・雨桜村・原谷村・原田村・原泉村・西郷村・倉真村・粟本村・西山口村・東山口村・日坂村・東山村
    - 旧・城東郡 - 上内田村・中内田村・下内田村・佐束村・岩滑村・土方村・中村・笠原村・大須賀村・大淵村・大坂村・三浜村・三俣村・千浜村・池新田村・朝比奈村・比木村・佐倉村・新野村・南山村・川野村・相草村・平田村・横地村・六郷村・河城村・西方村・加茂村

  - 9月1日 - 郡制を施行。
- 1914年（大正3年）5月1日 - 大須賀村が町制施行・改称して横須賀町となる。（2町44村）
- 1923年（大正12年）
  - 1月1日 - 西方村が町制施行・改称して堀之内町となる。（3町43村）
  - 4月1日 - 郡会が廃止。郡役所は存続。
- 1925年（大正14年）8月20日 - 大池村が掛川町に編入。（3町42村）
- 1926年（大正15年）7月1日 - 郡役所が廃止。以降は地域区分名称となる。
- 1932年（昭和7年）10月1日 - 垂木村・雨桜村が合併して桜木村が発足。（3町41村）
- 1940年（昭和15年）
  - 11月1日 - 川野村・相草村が合併して小笠村が発足。（4町40村）
  - 11月11日 - 池新田村が町制施行して池新田町となる。（4町39村）
- 1942年（昭和17年）6月1日（4町37村）
  - 中内田村・下内田村が合併して内田村が発足。
  - 三浜村・三俣村が合併して睦浜村が発足。
- 1943年（昭和18年）4月1日（4町35村）
  - 南郷村が掛川町に編入。
  - 佐束村・岩滑村が合併し、改めて佐束村が発足。
- 1950年（昭和25年）10月10日 - 上内田村が掛川町に編入。（4町34村）
- 1951年（昭和26年）4月1日 - 掛川町・西南郷村・粟本村・西山口村が合併し、改めて掛川町が発足。（4町31村）
- 1954年（昭和29年）
  - 1月1日 - 堀之内町・内田村・横地村・六郷村・加茂村が合併して菊川町が発足。（4町27村）
  - 3月31日（4町20村）
    - 掛川町が曽我村・東山口村を編入のうえ市制施行して掛川市となり、郡より離脱。
    - 和田岡村・桜木村が合併して北小笠村が発足。
    - 西郷村・倉真村が合併して三笠村が発足。
    - 小笠村・南山村・平田村が合併して小笠町が発足。
- 1955年（昭和30年）
  - 1月1日 - 佐束村・土方村が合併して城東村が発足。（4町19村）
  - 3月31日（4町14村）
    - 池新田町・朝比奈村・比木村・佐倉村・新野村が合併して浜岡町が発足。
    - 河城村が菊川町に編入。

  - 4月1日 - 日坂村・東山村が掛川市に編入。（4町12村）
  - 4月19日 - 大坂村・睦浜村が合併し、改めて大坂村が発足。（4町11村）
- 1956年（昭和31年）
  - 6月1日 - 横須賀町・大淵村が合併して大須賀町が発足。（4町10村）
  - 8月1日 - 大坂村・千浜村が合併して大浜町が発足。（5町8村）
  - 9月30日（5町5村）
    - 原泉村の一部（炭焼の一部）が周智郡森町、残部（大和田・丹間・孕石・萩間・居尻・黒俣および炭焼の一部）が三笠村に分割編入。
    - 中村が城東村に編入。
    - 笠原村の一部（山崎の一部）が大須賀町、残部（岡崎および山崎の一部）が磐田郡袋井町に分割編入。
- 1957年（昭和32年）
  - 3月31日 - 北小笠村・原谷村・原田村および三笠村の一部（萩間・居尻・黒俣・炭焼）が掛川市に編入。（5町2村）
  - 9月1日 - 城東村の一部（大石の一部）が小笠町、同一部（中の一部）が大浜町に編入。
  - 10月1日 - 小笠町の一部（棚草の一部）が菊川町に編入。
- 1958年（昭和33年）
  - 1月1日 - 城東村の一部（大石の一部）が小笠町に編入。
  - 4月1日 - 城東村の一部（海戸の一部）が小笠町に編入。
- 1960年（昭和35年）10月1日 - 三笠村が掛川市に編入。（5町1村）
- 1973年（昭和48年）4月1日 - 大浜町・城東村が合併して大東町が発足。（5町）
- 2004年（平成16年）4月1日 - 浜岡町が榛原郡御前崎町と合併して御前崎市が発足し、郡より離脱。（4町）
- 2005年（平成17年）
  - 1月17日 - 小笠町・菊川町が合併して菊川市が発足し、郡より離脱。（2町）
  - 4月1日 - 大須賀町・大東町が掛川市と合併し、改めて掛川市が発足。同日小笠郡消滅。

## 行政
歴代郡長
| 代 | 氏名 | 就任年月日               | 退任年月日                | 備考                   |
| -- | ---- | ------------------------ | ------------------------- | ---------------------- |
| 1  |      | 明治29年（1896年）4月1日 |                           |                        |
|    |      |                          | 大正15年（1926年）6月30日 | 郡役所廃止により、廃官 |